# Bertel Broman
Bertel Axel Hjalmar Broman (* 21. August 1889 in Helsinki; † 11. Mai 1952 ebenda) war ein finnischer Segler.

## Erfolge
Bertel Broman trat bei den Olympischen Spielen 1928 in Amsterdam in der 12-Fuß-Jolle an. Er gewann zwei der insgesamt acht Rennen und wurde damit hinter Sven Thorell und Henrik Robert Dritter. Zwar hatte Willem de Vries Lentsch ebenfalls zwei Wettfahrten gewonnen, da Broman aber zweimal den zweiten Rang belegt hatte, de Vries Lentsch hingegen nur einmal, erhielt Broman die Bronzemedaille.